# Csákánydoroszló
Csákánydoroszló es un pueblo ubicado en el distrito de Körmend, en el condado de Vas, Hungría.

## Superficie
Posee una superficie de 26,61 kilómetros cuadrados.

## Demografía
Hasta 2019 la población era de 1763 habitantes, con una densidad de población de 66,25 habitantes por kilómetro cuadrado.